# Havranie vrchy
Havranie vrchy – grupa górska, stanowiąca najbardziej na północny wschód wysuniętą część Gór Wołowskich w Łańcuchu Rudaw Słowackich. Najwyższy szczyt: Hanisková (1161 m n.p.m.).
Podstawą wyodrębnienia tej grupy górskiej były subtelne różnice geologiczne i geomorfologiczne, jakie odróżniały ją od sąsiednich grup Gór Wołowskich oraz od położonego tuż na północy Słowackiego Raju. Granice tej grupy górskiej są trudne do precyzyjnego wyznaczenia w terenie, a jej obszar dość niejednorodny. Na zachodzie sięga ona po grzbiet Čuntava i źródłowy tok Dobszyńskiego Potoku, które to oddzielają ją od Gór Stolickich i Pogórza Rewuckiego. Na północy dolina Białej Wody i grzbiet Dubnicy (990 m n.p.m.) oddziela ją od Słowackiego Raju. Na północnym wschodzie obniża się łagodnie ku Kotlinie Hornadzkiej. Na południowym wschodzie przez przełęcz Pukanec łączy się z grupą Knoli.
Dolina Hnilca poniżej Palcmańskiej Maszy dzieli grupę na część południowo-zachodnią i północno-wschodnią. Najwyższe szczyty znajdują się w tej drugiej części.